# 姜国哲 (1999年)
姜国哲（朝鮮語: 강국철；英語: Kang Kuk-Chol；1999年9月29日—）朝鮮足球運動員。入選過朝鮮國家青年足球隊和朝鮮國家足球隊。曾經效力於朝鮮足球聯賽球會黎明體育團，現在效力於朝鮮足球聯賽球會鯉明水體育團。

## 簡歷
姜国哲在2016年首次入選朝鮮國家足球隊，在對阿聯酋國家足球隊中首次後備上陣，其比賽最後以2比0取勝。之後，更參與了2019年亞洲盃資格賽。2018年參與了東亞足球錦標賽外圍賽第二圈，但得球差負給香港足球代表隊，不能成功獲得資格賽冠軍而取得決賽出線席位。
另外，他曾代表了朝鮮國家青年足球隊參加2016年亞足聯U19青年錦標賽，在分組賽先後對越南國家青年足球隊、伊拉克國家青年足球隊和阿聯酋國家青年足球隊中負給對方，沒能成功晉級準決賽。之後參加2018年亞足聯U19青年錦標賽，在分組賽對泰國國家青年足球隊中負給對方，沒能成功晉級準決賽。
另外，2018年入選朝鮮國家奧運足球隊參加2018年亞足聯U23錦標賽，在分組賽對巴勒斯坦國家奧運足球隊中與對方平手，及後對日本國家奧運足球隊中負給對方，沒能成功晉級半準決賽。之後，代表朝鮮參與2018年亞洲運動會足球比賽，在八強賽事對阿聯國家奧運足球隊中互射點球負給對方沒能晉後準決賽。 

## 國際賽進球
朝鮮U-23
| # | 日期          | 場地       | 對手 | 進球 | 比數 | 比賽                     |
| - | ------------- | ---------- | ---- | ---- | ---- | ------------------------ |
| 1 | 2018年8月24日 | 印尼芝嘉琅 |      | 0–3  | 1–3  | 2018年亞洲運動會足球比賽 |
| 2 | 2023年9月27日 | 中國金華   | 巴林 | 1–0  | 2–0  | 2022年亞洲運動會足球比賽 |

朝鮮U-20
| # | 日期           | 場地       | 對手 | 進球 | 比數 | 比賽                      |
| - | -------------- | ---------- | ---- | ---- | ---- | ------------------------- |
| 1 | 2018年10月19日 | 印尼芝比儂 | 日本 | 2–2  | 5–2  | 2018年亞足聯U19青年錦標賽 |
| 2 | 2018年10月25日 | 印尼勿加泗 | 泰國 | 1–1  | 2–1  | 2018年亞足聯U19青年錦標賽 |

## 連接
- 姜国哲在 National-Football-Teams.com 上的出场纪录
- Kuk-Chol Kang II - Soccerway（页面存档备份，存于） （英文）